# TSA (site web)
Pour les articles homonymes, voir TSA.
 (mars 2025).
TSA (acronyme de Tout sur l'Algérie), est un journal électronique généraliste francophone, lancé en 2007 par deux frères journalistes, Hamid et Lounès Guemache. Ce dernier est responsable de la rédaction. Hamid Guemache est directeur du titre. TSA a pour société mère TSA Media dont son siège social est à Paris,.

## Historique
TSA est lancé le 7 juin 2007 avec peu de moyens financiers et trouve rapidement son lectorat. Le site se présente aujourd'hui comme le premier quotidien électronique algérien et le premier média francophone au Maghreb.
En 2014, TSA lance son application mobile, disponible pour iPhone et téléphones sous Android. Le site propose aussi une refonte complète de son interface graphique et mise davantage sur la vidéo durant la présidentielle algérienne.
TSA se veut une source d'information fiable centrée sur l'actualité politique, économique, sociale et sécuritaire de l'Algérie. Il publie aussi des dossiers sur le Maghreb et le Moyen-Orient avec des mises à jour régulières, en fonction de l'évolution de l'actualité.
Le 6 octobre 2017, TSA est inaccessible en Algérie selon leur communiqué : « L’accès au site TSA est bloqué depuis jeudi soir sur les réseaux d’Algérie Télécom et de Mobilis. » , « Nous ignorons les raisons de ce blocage. Nous avons tenté d’obtenir des explications de la part de l’opérateur historique mais Algérie Télécom refuse de coopérer avec nous. » a fait savoir la direction du site, qui promet de livrer incessamment plus d’information sur l’évolution de cette situation.
Dans le contexte des manifestations de 2019 en Algérie, TSA est de nouveau bloqué en juin 2019.

## Équipe rédactionnelle
L'équipe de la rédaction de TSA est constituée d'une vingtaine de journalistes basée à Alger. Hamid Guemache est le directeur. Lounès Guemache est le responsable de la rédaction.
Outre les journalistes, TSA a disposé aussi de chroniqueurs permanents qui publient des billets hebdomadaires. Mohamed Benchicou, Rachid Boudjedra et Hafid Derradji en ont fait partie. Le mystère plane sur l'identité des deux autres contributeurs, Gauthier de Voland et Ghani Gedoui. Le ministre de la Communication Hamid Grine fut soupçonné d'écrire sous ce dernier pseudo. Lui a toujours démenti. Gauthier de Voland et Ghani Gedoui ont cessé d'écrire sur TSA à l'été 2014.

## Accord de partenariat
Un accord de partenariat entre TSA et l'hebdomadaire économique français La Tribune, signé le 29 octobre 2015. Cet accord a pour objectif de renforcer les relations entre ces deux médias et d’optimiser le traitement de l’information économique qui se traduit par un échange de contenus éditoriaux axés sur la coopération économique entre l'Algérie et de la France qui seront publiés simultanément sur les deux médias et la formation des journalistes de TSA au traitement de l’information économique par la rédaction de La Tribune et par l’accueil dans chacune des rédactions des journalistes du média partenaire.

## Audience
En 2015, il comptait 4 millions de visites par mois et 12 millions de pages vues. Ses lecteurs se trouvent autant en Algérie que parmi la communauté algérienne à l'étranger.
En mai 2016, le site a enregistré un total de 4,62 millions de visites (TSA et TSA Sports) pour 1,25 million de visiteurs uniques et 11,59 millions de pages vues, selon les données de Google Analytics, outil de mesure d’audience de Google. Par pays, l'Algérie arrive en tête, avec 2,9 millions de visites. En France, le site comptabilise 995 786 visites. Il a enregistré 101 509 visites au Maroc.

## Identités visuelles

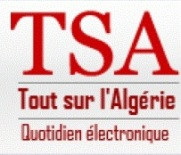
Logo de TSA de 2007 à 2014.
Logo de TSA de 2014 à 2015
Logo TSA Logo de TSA de 2015 à 2017
Depuis 2017